# Powszechny Zakład Ubezpieczeń
Powszechny Zakład Ubezpieczeń, le plus souvent désigné sous le sigle PZU, est une compagnie d'assurances polonaise.